# Gunter Sachs

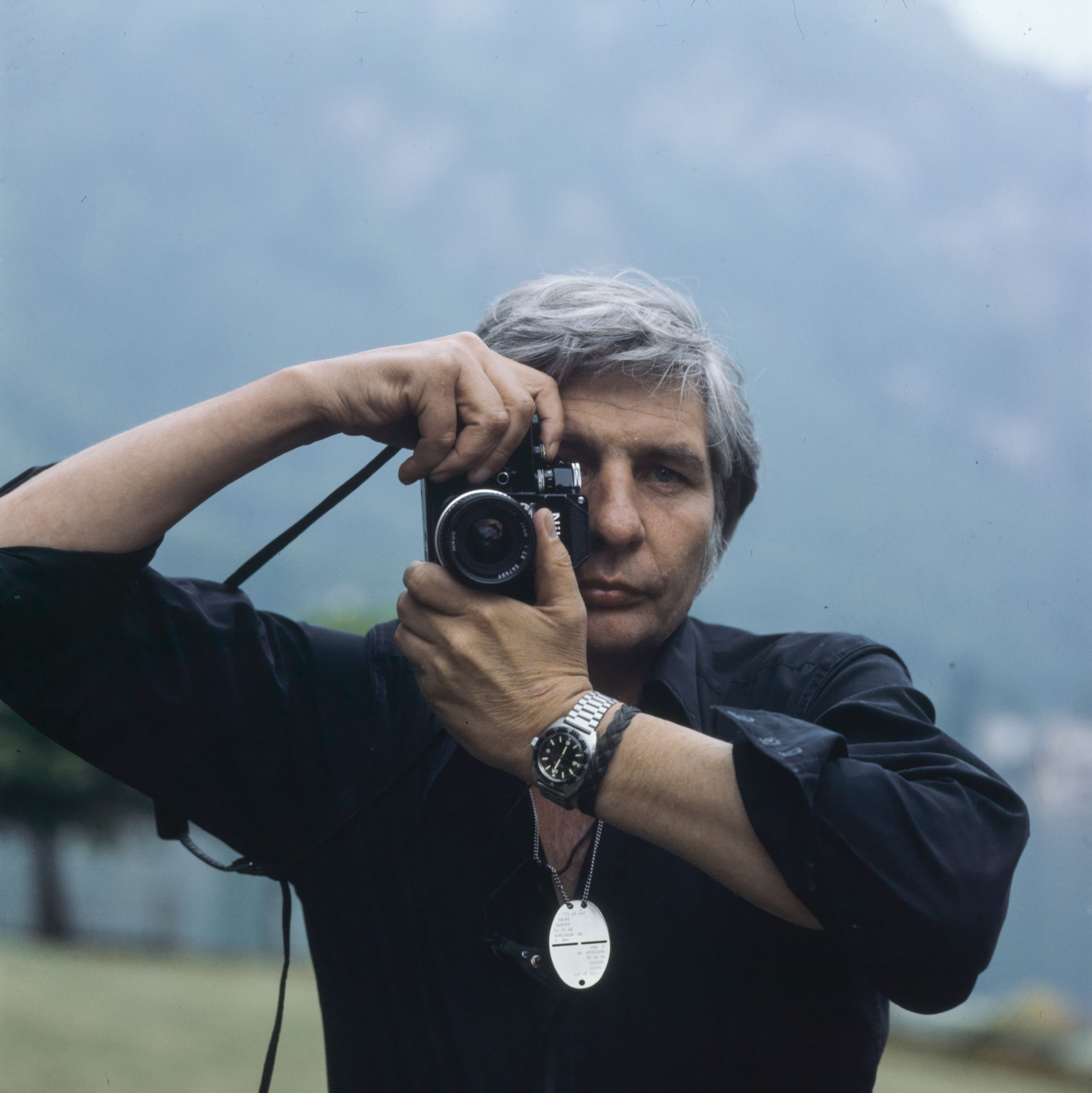
Gunter Sachs (1978)

Fritz Gunter Sachs (Mainberg gemeente Schonungen, 14 november 1932 - Gstaad, 7 mei 2011) was een Duits-Zwitsers ondernemer, bobsleeër, kunstverzamelaar, fotograaf, filmmaker en schrijver van een boek over astrologie. Vanwege zijn uitbundige en veelbesproken levensstijl binnen de jetset werd hij gezien als het prototype van een playboy. 
Zijn eerste echtgenote Anne-Marie Faure, met wie hij een zoon had, overleed in 1958. Hij was van 1966 tot 1969 getrouwd met Brigitte Bardot. Daarna trouwde hij met het Zweedse fotomodel Mirja Larsson en kreeg nog twee zonen. In 1976 verkreeg hij het Zwitsers staatsburgerschap. Hij schreef een boek waarin hij probeerde de geldigheid van de astrologie met behulp van een uitgebreide statistische analyse te onderbouwen. Met zijn werk als fotograaf wist hij zich een naam als kunstenaar te maken. Op latere leeftijd pleegde hij zelfmoord door zich door het hoofd te schieten vanwege de diagnose van de ziekte van Alzheimer.
Gunter Sachs was erfgenaam van een vermogende ondernemersfamilie en beheerde zelf ook een internationaal zakenimperium. Hij bouwde een uitgebreide collectie beeldende kunst op van eigentijdse kunstenaars, waaronder bijvoorbeeld popart van Roy Lichtenstein en Andy Warhol. Een gedeelte van de collectie Gunter Sachs werd in mei 2012 geveild, waarbij sommige werken aanmerkelijk hogere bedragen opbrachten dan de geschatte waarde. De totale opbrengst van de driehonderd geveilde werken bedroeg zo'n 45 miljoen euro.
- Bibliothèque nationale de France: cb16196750z (data)
- Gemeinsame Normdatei: 119444011
- International Standard Name Identifier: 0000 0001 1950 0804
- Library of Congress Control Number: n82039889
- Nationale Bibliotheek van Tsjechië: xx0183847
- Nederlandse Thesaurus van Auteursnamen: 072713054
- PIC: 275866
- RKD-Nederlands Instituut voor Kunstgeschiedenis: 280736
- Istituto Centrale per il Catalogo Unico: BVEV038774
- Système universitaire de documentation: 057758506
- Virtual International Authority File: 54958188
- WorldCat: E39PBJrm8dJ6kQXrTMD3xCxdQq